# Domingos Castro
Domingos Castro (né le 22 novembre 1963 à Fermentões, Guimarães) est un athlète portugais spécialiste des courses de fond.
C’est le frère jumeau de Dionísio Castro.

## Carrière
Domingos Castro se révèle durant les championnats du monde d'athlétisme en salle 1987 de Rome en montant sur la deuxième marche du podium du 5000 mètres avec le temps de 13 min 27 s 59, derrière le Marocain Saïd Aouita. L'année suivante, il prend la quatrième place aux Jeux olympiques de Séoul, échouant à 36 centièmes de seconde seulement de la médaille de bronze.
Reconverti en fin de carrière dans les épreuves sur route, Domingos Castros remporte le Marathon de Paris en 1995 et le Marathon de Rotterdam en 1997. Il termine 25 ème du marathon olympique de 1996 et 18 ème de celui de 2000.

## Palmarès
| Année | Compétition                    | Lieu          | Place | Épreuve       |
| ----- | ------------------------------ | ------------- | ----- | ------------- |
| 1986  | Championnats d'Europe          | Stuttgart     | 5e    | 10 000 m      |
| 1987  | Championnats du monde          | Rome          | 2e    | 5 000 m       |
| 1988  | Jeux olympiques                | Séoul         | 4e    | 5 000 m       |
| 1990  | Championnats du monde de cross | Aix-les-Bains | 7e    | Course longue |
| 1991  | Championnats du monde          | Tokyo         | 5e    | 5 000 m       |
| 1994  | Championnats d'Europe de cross | Alnwick       | 2e    | Individuel    |
| 1997  | Championnats du monde          | Athènes       | 6e    | 10 000 m      |
| 1999  | Championnats d'Europe de cross | Velenje       | 5e    | Individuel    |

## Records personnels
- 1 500 m : 3 min 38 s 1 (1997)
- 3 000 m : 7 min 41 s 02 (1997)
- 5 000 m : 13 min 14 s 41 (1989)
- 10 000 m : 27 min 34 s 53 (1993)
- Semi-marathon : 1 h 01 min 43 s (2000)
- Marathon : 2 h 07 min 51 s (1997)